# 月の囁き
『月の囁き』（つきのささやき）は、谷崎潤一郎の映画脚本。映画化を企図して書かれたが、実現できずに終わった作品である。1921年（大正10年）、雑誌『現代』（大日本雄弁会講談社刊行）の1月・2月号、4月号に連載された。
『アマチュア倶楽部』に続き、大正活映の製作で上山珊瑚を主演に撮られることが決まっていたが延期されてしまい、そのまま製作されなかった。
撮影用の台本をそのまま掲載したのか、読者用に手を加えたのかは不明。セリフの字幕化を想像させるような、サイレント映画を念頭においた記述もあるが、登場人物が音声を発しているように読める記述もある。当時トーキーは普及以前であり、あまりシナリオとしての実践性にこだわらずに書かれたようにも読める。

## あらすじ
御茶ノ水の橋の近くで、首に鎖を巻いた青年の死体が発見された。場面は塩原町の温泉宿に移り、麹町から来た美女、彼女に魅せられる青年、女を見守る乞食の老人などが織り成すドラマが始まる。

## おもな収録本
- 『AとBの話』（新潮社、1921年10月）
  - 収録作品：「私」「途上」「不幸な母の話」「倹閲官」「鶴唳」「月の囁き」「蘇東坡」
- 『無明と愛染』（プラトン社、1924年5月）
  - 収録作品：「無明と愛染」「腕角力」「月の囁き」「蘇東坡」
- 『谷崎潤一郎全集第7巻』（中央公論社、1967年）
  - 収録作品：「途上」「鮫人」「蘇東坡」「月の囁き」「私」「不幸な母の話」「鶴唳」「AとBの話」「廬山日記」「生れた家」「検閲官」「或る調書の一節」
- 『谷崎潤一郎全集第7巻』（中央公論社、1981年11月）
  - 収録作品：「途上」「検閲官」「鮫人」「蘇東坡」「月の囁き」「私」「不幸な母の話」「鶴唳」「AとBの話」「廬山日記」「生れた家」「或る調書の一節」

## 関連作品
- 月光の囁き：喜国雅彦の漫画およびそれを原作とした塩田明彦監督の映画。喜国は谷崎ファンで、谷崎の世界観を目指したとされる[4]。ストーリー的には無関係だが、温泉宿周辺の情景には共通点がある。